# Marie-Louise Potter
Marie-Louise Potter, née le 15 mars 1959, est une femme politique et diplomate seychelloise qui est membre de l'Assemblée nationale des Seychelles depuis 1993. Elle est membre du parti politique Front progressiste du peuple des Seychelles.

## Biographie
Marie-Louise Potter est née le 15 mars 1959. Elle est entrée en politique pour la première fois en 1993 lorsqu'elle a été élue à l'Assemblée nationale des Seychelles, l'organe législatif du pays. En tant que membre du Front progressiste du peuple seychellois, elle représente le peuple seychellois à l'Assemblée nationale depuis plus de 25 ans. En 2007, Potter est devenu le leader des affaires gouvernementales à l'Assemblée nationale. Ce poste lui a conféré un rôle de leadership dans la gestion du programme du gouvernement au parlement. En 2012, la carrière diplomatique de Potter a décollé lorsqu'elle a été nommée Représentante permanente des Seychelles auprès des Nations Unies. Plus tard cette année-là, elle a également été nommée ambassadrice des Seychelles auprès des États-Unis et haut-commissaire (Commonwealth) à Ottawa, au Canada. Potter a occupé ces fonctions diplomatiques jusqu'en 2016, date à laquelle elle a été nommée ministre des Affaires étrangères des Seychelles le 1er novembre. Elle a pris sa retraite de ce poste le 1er mars 2017.